# Baróscopo
Se denomina baróscopo a un aparato de física imaginado por Otto von Guericke para demostrar que el principio de Arquímedes se aplica también a los gases. 
El baróscopo consiste en una pequeña balanza cuyo fiel eleva por un lado en vez de platillos una pequeña masa de plomo y por el otro una esfera hueca de cobre cuyo volumen es de unos 500 centímetros cúbicos. Se hace correr la pequeña masa de plomo hasta que el equilibrio es perfecto. Colocando entonces el aparato bajo el recipiente de la máquina neumática y haciendo el vacío se ve que el fiel se inclina hacia el lado de la esfera mayor lo cual prueba que está en realidad pesaba más pero que en el aire perdía más de su peso que la pequeña.